# یواس‌اس بل آیل (ای‌جی-۷۳)
یواس‌اس بل آیل (ای‌جی-۷۳) (به انگلیسی: USS Belle Isle (AG-73)) یک کشتی بود که طول آن ۴۴۱' ۶" بود. این کشتی در سال ۱۹۴۴ ساخته شد.